# Halowe Mistrzostwa Europy w Lekkoatletyce 1982 – bieg na 200 m mężczyzn
Bieg na 200 metrów mężczyzn – jedna z konkurencji biegowych rozgrywanych podczas halowych lekkoatletycznych mistrzostw Europy w Palasport di San Siro w Mediolanie. Eliminacje i półfinały zostały rozegrane 6 marca, a bieg finałowy 7 marca 1982. Zwyciężył reprezentant Republiki Federalnej Niemiec Erwin Skamrahl. Konkurencję tę rozegrano po raz pierwszy na halowych mistrzostwach Europy.

## Rezultaty

### Eliminacje
Rozegrano 6 biegów eliminacyjnych, do których przystąpiło 21 biegaczy. Awans do półfinału dawało zwycięstwo w swoim biegu (Q). Skład półfinałów uzupełniło dwóch zawodników z najlepszym czasem wśród przegranych (q).
Opracowano na podstawie materiału źródłowego.
Bieg 1
| Miejsce | Zawodnik       | Czas  | Uwagi |
| ------- | -------------- | ----- | ----- |
| 1       | Erwin Skamrahl | 21,58 | Q     |
| 2       | Ángel Heras    | 21,71 |       |
| 3       | Earl Tulloch   | 21,77 |       |

Bieg 2
| Miejsce | Zawodnik          | Czas  | Uwagi |
| ------- | ----------------- | ----- | ----- |
| 1       | Michele Di Pace   | 21,58 | Q     |
| 2       | Attila Kovács     | 21,70 |       |
| 3       | Isidoro Hornillos | 21,76 |       |
| 4       | Ralf Andersson    | 22,30 |       |

Bieg 3
| Miejsce | Zawodnik          | Czas  | Uwagi |
| ------- | ----------------- | ----- | ----- |
| 1       | Władimir Murawjow | 21,51 | Q     |
| 2       | Luciano Caravani  | 21,67 |       |
| 3       | Roland Jokl       | 22,09 |       |

Bieg 4
| Miejsce | Zawodnik             | Czas  | Uwagi |
| ------- | -------------------- | ----- | ----- |
| 1       | Karlheinz Weisenseel | 21,42 | Q     |
| 2       | Marcel Klarenbeek    | 21,47 | q     |
| 3       | Per-Ola Olsson       | 21,70 |       |
| 4       | Roland Marichal      | 22,84 |       |

Bieg 5
| Miejsce | Zawodnik         | Czas  | Uwagi |
| ------- | ---------------- | ----- | ----- |
| 1       | Franco Fähndrich | 21,75 | Q     |
| 2       | István Tatár     | 21,85 |       |
| 3       | Josef Lomický    | 21,92 |       |

Bieg 6
| Miejsce | Zawodnik          | Czas  | Uwagi |
| ------- | ----------------- | ----- | ----- |
| 1       | István Nagy       | 21,42 | Q     |
| 2       | Ingo Froböse      | 21,43 | q     |
| 3       | Stefaan van Hamme | 21,96 | q     |
| 4       | Tommy Johansson   | 22,03 |       |

### Półfinały
Rozegrano 2 biegi półfinałowe, w których wystartowało 8 biegaczy. Awans do finału dawało zajęcie jednego z dwóch pierwszych miejsc w swoim biegu (Q).
Opracowano na podstawie materiału źródłowego.
Bieg 1
| Miejsce | Zawodnik             | Czas  | Uwagi |
| ------- | -------------------- | ----- | ----- |
| 1       | István Nagy          | 21,42 | Q     |
| 2       | Michele Di Pace      | 21,43 | Q     |
| 3       | Władimir Murawjow    | 21,96 |       |
| 4       | Karlheinz Weisenseel | 22,03 |       |

Bieg 2
| Miejsce | Zawodnik          | Czas  | Uwagi |
| ------- | ----------------- | ----- | ----- |
| 1       | Erwin Skamrahl    | 21,32 | Q     |
| 2       | Ingo Froböse      | 21,38 | Q     |
| 3       | Franco Fähndrich  | 21,52 |       |
| 4       | Marcel Klarenbeek | 21,70 |       |

### Finał
Opracowano na podstawie materiału źródłowego.
| Miejsce | Zawodnik        | Czas  |
| ------- | --------------- | ----- |
| 1       | Erwin Skamrahl  | 21,20 |
| 2       | István Nagy     | 21,41 |
| 3       | Michele Di Pace | 21,52 |
| 4       | Ingo Froböse    | 21,64 |